# Elecciones presidenciales de Estados Unidos en California de 1968
La elección presidencial de los Estados Unidos de 1968 en California se refiere a cómo California participó en las Elecciones presidenciales de Estados Unidos de 1968. California votó por poco por el nominado del Partido Republicano (Estados Unidos), ex  Vicepresidente Richard Nixon de Nueva York, por el  Demócrata nominado, Vicepresidente Hubert Humphrey de Minnesota. El candidato a American Independent Party, exgobernador de Alabama George Wallace, se desempeñó bastante bien en California a pesar de estar a millas de distancia de su base en el Sur profundo.
Aunque Nixon nació y se crio en California, se mudó a Nueva York después de su fallida elección de gobernador de California de 1962, e identificó a Nueva York como su estado natal en esta elección. Después de que ganó las elecciones, Nixon se mudó de nuevo a California.
Nixon es el último candidato republicano para llevar a  Condado de Santa Cruz por mayoría del voto popular, aunque los republicanos en  1972 y  1980 llevó al condado por la pluralidad, mientras que Humphrey es el último demócrata en llevar  Kings County.
- Datos: Q7892706
- Multimedia: United States presidential election in California, 1968 / Q7892706